# جفری هال-سای
جفری هال-سای (انگلیسی: Geoffrey Hall-Say؛ ۲۷ آوریل ۱۸۶۴ – ۲۱ ژانویهٔ ۱۹۴۰) اسکیت‌باز نمایشی اهل بریتانیا و از برندگان مدال‌های بازی‌های المپیک زمستانی بود.